# جنرال روكا ريو نيغرو (مدينة)
جنرال روكا، ريو نيغرو (بالإسبانية: General Roca, Río Negro)‏ هي منطقة سكنية تقع في الأرجنتين في General Roca Department. يقدر عدد سكانها بـ 85,883 نسمة .

## المناخ
يظهر الجدول التالي التغييرات المناخية على مدار السنة لجنرال روكا، ريو نيغرو:
| البيانات المناخية لـجنرال روكا، ريو نيغرو | البيانات المناخية لـجنرال روكا، ريو نيغرو | البيانات المناخية لـجنرال روكا، ريو نيغرو | البيانات المناخية لـجنرال روكا، ريو نيغرو | البيانات المناخية لـجنرال روكا، ريو نيغرو | البيانات المناخية لـجنرال روكا، ريو نيغرو | البيانات المناخية لـجنرال روكا، ريو نيغرو | البيانات المناخية لـجنرال روكا، ريو نيغرو | البيانات المناخية لـجنرال روكا، ريو نيغرو | البيانات المناخية لـجنرال روكا، ريو نيغرو | البيانات المناخية لـجنرال روكا، ريو نيغرو | البيانات المناخية لـجنرال روكا، ريو نيغرو | البيانات المناخية لـجنرال روكا، ريو نيغرو | البيانات المناخية لـجنرال روكا، ريو نيغرو |
| الشهر                                     | يناير                                     | فبراير                                    | مارس                                      | أبريل                                     | مايو                                      | يونيو                                     | يوليو                                     | أغسطس                                     | سبتمبر                                    | أكتوبر                                    | نوفمبر                                    | ديسمبر                                    | المعدل السنوي                             |
| ----------------------------------------- | ----------------------------------------- | ----------------------------------------- | ----------------------------------------- | ----------------------------------------- | ----------------------------------------- | ----------------------------------------- | ----------------------------------------- | ----------------------------------------- | ----------------------------------------- | ----------------------------------------- | ----------------------------------------- | ----------------------------------------- | ----------------------------------------- |
| الدرجة القصوى °م (°ف)                     | 40.7 (105.3)                              | 37.9 (100.2)                              | 36.7 (98.1)                               | 30.9 (87.6)                               | 30.4 (86.7)                               | 24.3 (75.7)                               | 23.8 (74.8)                               | 28.2 (82.8)                               | 28.1 (82.6)                               | 32.9 (91.2)                               | 36.2 (97.2)                               | 38.2 (100.8)                              | 40.7 (105.3)                              |
| متوسط درجة الحرارة الكبرى °م (°ف)         | 31.3 (88.3)                               | 31.4 (88.5)                               | 26.4 (79.5)                               | 22.7 (72.9)                               | 17.1 (62.8)                               | 13.3 (55.9)                               | 12.7 (54.9)                               | 15.1 (59.2)                               | 19.5 (67.1)                               | 22.3 (72.1)                               | 27.2 (81.0)                               | 29.4 (84.9)                               | 22.4 (72.3)                               |
| المتوسط اليومي °م (°ف)                    | 22.9 (73.2)                               | 22.7 (72.9)                               | 17.6 (63.7)                               | 12.9 (55.2)                               | 8.5 (47.3)                                | 7.2 (45.0)                                | 5.4 (41.7)                                | 7.7 (45.9)                                | 11.3 (52.3)                               | 14.6 (58.3)                               | 18.9 (66.0)                               | 21.2 (70.2)                               | 14.2 (57.6)                               |
| متوسط درجة الحرارة الصغرى °م (°ف)         | 14.3 (57.7)                               | 15.1 (59.2)                               | 9.3 (48.7)                                | 4.8 (40.6)                                | 1.4 (34.5)                                | 1.9 (35.4)                                | 0.6 (33.1)                                | 1.6 (34.9)                                | 3.0 (37.4)                                | 6.8 (44.2)                                | 10.4 (50.7)                               | 13.1 (55.6)                               | 6.8 (44.2)                                |
| أدنى درجة حرارة °م (°ف)                   | 5.5 (41.9)                                | 3.8 (38.8)                                | 0.7 (33.3)                                | −4.4 (24.1)                               | −9.7 (14.5)                               | −9.3 (15.3)                               | −9.0 (15.8)                               | −8.9 (16.0)                               | −5.9 (21.4)                               | −2.4 (27.7)                               | −1.1 (30.0)                               | 4.6 (40.3)                                | −9.7 (14.5)                               |
| الهطول مم (إنش)                           | 20.1 (0.79)                               | 14.7 (0.58)                               | 21.3 (0.84)                               | 19.0 (0.75)                               | 18.5 (0.73)                               | 23.0 (0.91)                               | 17.4 (0.69)                               | 11.1 (0.44)                               | 25.5 (1.00)                               | 22.3 (0.88)                               | 12.1 (0.48)                               | 14.2 (0.56)                               | 206.1 (8.11)                              |
| المصدر: Departamento Provincial de Aguas  |                                           |                                           |                                           |                                           |                                           |                                           |                                           |                                           |                                           |                                           |                                           |                                           |                                           |

## أعلام
- ليوناردو أولوا
- بابلو بوينو
- غاستون جيل روميرو
- ميغيل كانيو
- فاكوندو أغيري